# 新疆ウイグル自治区
新疆ウイグル自治区（しんきょうウイグルじちく、ウイグル語: شىنجاڭ ئۇيغۇر ئاپتونوم رايونی / Shinjang Uyghur Aptonom Rayoni / Шинҗаң Уйғур автоном райони、中国語: 新疆维吾尔自治区、拼音: Xīnjiāng Wéiwúěr zìzhìqū、英語: Xinjiang Uygur Autonomous Region、略称: XUAR）は、中華人民共和国の北西部に位置する自治区である。
東アジアと中央アジアが交わる自治区であり、面積は約166万km2で省または自治区の中で最大で、また世界で8番目に大きな国家行政区画でもある。
人口は2020年国勢調査によると約2,585万2345人で、ウイグル族が44.96%、漢民族が42.24%を占める。

## 概要
新疆ウイグル自治区は、南はチベット自治区、東部は甘粛省、青海省と接しており、国境は、北東がモンゴル、北はロシア、北西はカザフスタン、西はキルギス、タジキスタン、アフガニスタン、パキスタン、南西はインドと接する。国境の大部分は、標高数千米の険しいカラコルム山脈・崑崙山脈・天山山脈が占めている。中国が統治するアクサイチン地域とカラコルム回廊は、インドが領有権を主張している。シルクロードの最も有名なルートは、新疆ウイグル自治区の東から北西の境界までを通っている。
領土内には、テュルク系のウイグル人、カザフ人、キルギス人、漢族、チベット族、回族、タジク人、モンゴル族、ロシア人、シベ族など、多くの民族が暮らしている。新疆には、十数個の少数民族の自治県や郡がある。古い英語の参考文献では、この地域を中国のトルキスタン、東トルケスタン 、東トルキスタンと呼ぶことが多い。新疆は、山脈によって北のジュンガリア盆地と南のタリム盆地に分かれている。新疆の土地面積のうち、人間の居住に適しているのは約9.7%に過ぎない。
少なくとも2,500年の歴史を持つ新疆ウイグル自治区では、多くの人々や帝国がその支配権をめぐって争い合ってきた。18世紀には清朝の支配下に置かれ、その後、中華民国政府に取って代わられた。1949年の中国内戦以降は、中華人民共和国の一部となっている。1954年、ソビエト連邦に対する国境防衛を強化するとともに、兵士を地域に定住させることで地域経済の振興を図るため、新疆生産建設兵団 (XPCC) が設立された。1955年、民族の宗教や権利の平等性を保護するために新疆は省から自治区へと行政が変更された。ここ数十年、新疆では豊富な石油・鉱物資源が発見されており、現在は中国最大の天然ガス産出地となっている。1990年代から2010年代にかけて、他の宗教を排外する宗教原理主義的な東トルキスタン独立運動、分離独立紛争、イスラーム過激派の影響により、テロが発生したり、分離独立派と政府軍が衝突するなどの不安が生じている。これらの内紛を受けて、中国政府はこの地域に強制収容所(職業訓練センター)を設置し、過激イスラム教徒を思想改造しようとした。施設内では虐殺や拷問が施されているとされており、ウイグル人大量虐殺が行われているという疑惑がある。
本来中国には時差が設定されていないが、新疆では非公式に北京時間 (UTC+8) より2時間遅れの新疆時間 (UTC+6) が使われている。

## 歴史

### 清朝以前
古代中国から西域と呼ばれたこの地域は中央アジアや中国との政治的・経済的な繋がりを古くから有し、オアシス都市国家が繁栄し、漢代と唐代には、中国の直接支配下に置かれた時期もあった。
隋の煬帝の大業5年（609年）、煬帝が自ら隋軍を指揮して吐谷渾を征服、現在の新疆南東部を実効支配し始めた。中原王朝が西域の実効支配もその時期から始めた。
唐の太宗の貞観14年（640年）、唐軍が高昌を占領し、西州を設置した。また可汗浮図城において庭州を設置した。同じ年、高昌で安西都護府を設置。後庫車へ遷し、安西大都護府へ転換。
唐代後期、ウイグル帝国の支配下に入り、9世紀、ウイグル帝国が瓦解したのちも、ウイグル人の残存勢力による支配が続いた。
13世紀、モンゴル帝国の勃興によりその支配下に組み込まれ、チャガタイとその子孫による支配が行われた。16世紀に至りヤルカンド・ハン国が地域を統一したが、17世紀末ジュンガルに征服された。

### 清朝
1755年にジュンガルにおける清朝の領域はほぼ確実なものとなった。
1775年以降、清のジュンガル征服（清・ジュンガル戦争）にともなってその支配下に入るに至り、「ムスリムの土地」を意味するホイセ・ジェチェン (Hoise jecen; 回疆)、「新しい土地」を意味するイチェ・ジェチェン (Ice jecen; 新疆) などと清朝側から呼ばれた。
19世紀には各地で反清反乱が相継ぎ、ヤクブ・ベクの乱によって清朝の支配は崩れたが、左宗棠により再征服され、1884年に中国内地並の省制がひかれて新疆省となった。この時左宗棠が 「他族逼処、故土新帰」と上奏したのが新疆省の名称の由来。

### 中華民国以降
辛亥革命の後、清朝の版図を引き継いだ中華民国に属しながらも、漢民族の省主席によって半独立的な領域支配が行われた。これに対して1933年と1944年の二度にわたって土着のムスリム（イスラム教徒）によって民族国家東トルキスタン共和国の建国がはかられたが、国共内戦で東トルキスタン共和国のセイプディン・エズィズィと新疆省のブルハン・シャヒディらが中国共産党に帰順したことでこの地域は中国人民解放軍が展開し、1955年に新疆ウイグル自治区が設置された。
1966年には自治区内に文化大革命が波及。少数民族を多く抱える同自治区の闘争は中国の他地域と比較してある程度は抑制されていたが、それでも一部で行なわれたモスクの破壊や紅衛兵同士の武装闘争により、混乱に拍車がかかった。

### 1980年代以降
文化大革命が終結し、言論統制の緩和がなされた1980年代から1990年代には、ウイグル人住民の中で、グルジャ事件など新疆ウイグル自治区における民族自治の拡大を求める動きや国外の汎トルコ主義者が独立を主張する動きも見られ、度々暴動やテロが起きていた。
長らく新疆を統治していた自治区党委書記の王楽泉は2009年ウイグル騒乱の暴動の責任をとらされて更迭され、経済発展と民族融和を重視する張春賢が後任に就くもテロは止まず、2014年4月にウルムチ駅爆発事件が起きた際は当時ウルムチを視察していた習近平総書記兼国家主席が「対テロ人民戦争」「厳打暴恐活動専項行動」を打ち出し、2014年5月、習近平が主宰した第二次新疆工作座談会で「社会の安定」が最優先事項として掲げられ、習近平は新疆ウイグル自治区の人々に徹底的に「中華民族」意識を植え付ける「中国化」を強調し、三毒（テロリズム・分裂主義・宗教極端主義）との徹底的な闘争を唱え、「生産力の発展こそあらゆる問題を解決する」という唯物論者らしい発想のもと、イスラム的・トルコ的価値観ではなく、中国共産党こそ幸福を提供する存在であることを知らしめるために民生と経済の発展を掲げた。
2016年には陳全国と朱海侖を自治区党委書記と党委副書記兼政法委員会書記にそれぞれ抜擢して新疆ウイグル再教育収容所など徹底的な管理統制が行われるようになった。自治区党委書記に就任した陳全国は、自治区党委員会に「厳打攻堅会戦前方指揮部（三毒分子に徹底的な打撃を加えて攻撃防御する会戦の前線指揮部）」という名の戦時体制的司令塔を設け、インターネット・文化・メディアを統制し、ウイグル人・カザフ人の独自の文化的伝統について、あたかも存在しなかったかのように抹消する作業を進めた。「厳打攻堅会戦前方指揮部」は、国家が厳格に管理している個人檔案（社会主義国特有の個人情報・思想ファイル）と公安情報、出入国情報、現実の個々人の言動、行動記録、家族関係、友人関係などをITで高度に紐付け、人工知能で評価する「一体化聯合作戦平台（プラットフォーム）」を運用し、三毒（テロリズム・分裂主義・宗教極端主義）分子になりうる人々を点数化しふるいにかけ、僅かでも陳全国が設定した許容範囲を超えた人々を容赦なく「職業技能教育培養訓練転化センター」と称する新疆ウイグル再教育収容所に送り、収容者に華語教育を施して「トルコ系ムスリムとして生まれたことを罪と認識し、身も心も中国人に生まれ変わる」よう促す「中国化」を強要、収容者を区分して一部を厳格な管理下に置いて犯罪者として刑務所に送るなどの措置がとられ、少なくない人々が拷問によって命を落とし、とりわけ2017年には多くの人々が新疆ウイグル再教育収容所に連行された。
また、全面的に管理統制が強化され、新疆ウイグル自治区はウイグル人住民がQRコードで管理され、自動車の全車両やメッカへのハッジの際には追跡装置が装着され、モスクなどに張り巡らしたAI監視カメラによって人種プロファイリングで識別され、様々なハイテクで顔認証・虹彩・指紋・DNA・声紋・歩容解析など一挙手一投足を監視される「世界でも類のない警察国家」「完全監視社会の実験場」が構築されたと欧米メディアや人権団体は批判した。
2024年1月1日、モスクなどの宗教施設を新築・改築する際に、「中国様式」にすることなどを義務づける改正「宗教事務条例」が施行された。

## 地理

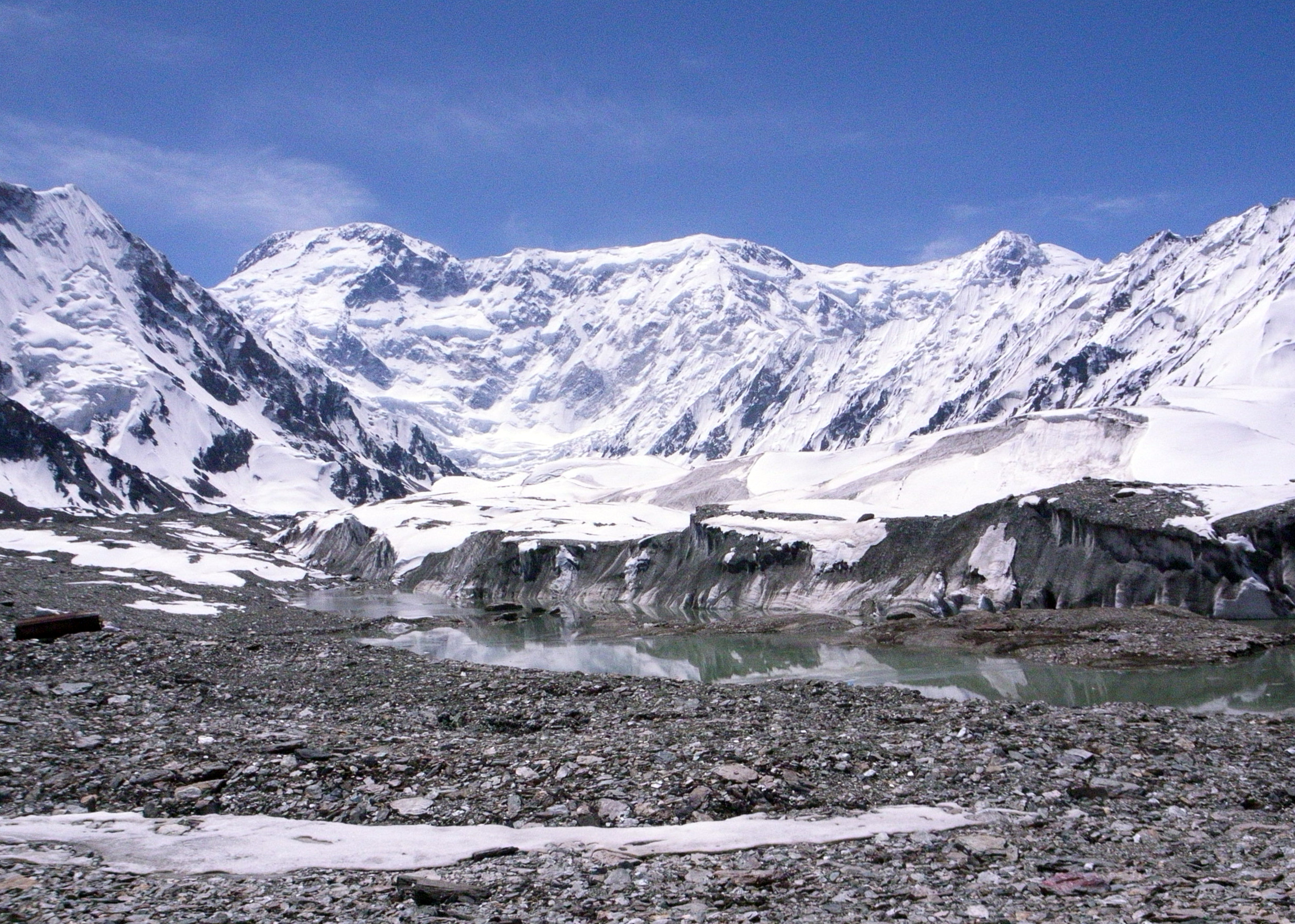
世界遺産の新疆天山

新疆ウイグル自治区の面積165万平方キロメートル (km2) は中華人民共和国の省・自治区の中で最大であり、中国全土の約1/6を占める（日本の約4.5倍）。ただし、面積の約4分の1は砂漠が占めており、これは中国の砂漠総面積の約3分の2に相当する。
中国の最西部に位置しており、東部から南部にかけて、それぞれ甘粛省・青海省・チベット自治区と省界を接している。また、インド・パキスタン・アフガニスタン・タジキスタン・キルギス・カザフスタン・ロシア連邦・モンゴル国の8カ国と国境を接し、国境線の総延長は約5,700キロメートル (km) に達する。国境を接する国の数は、中国の行政区分で最大である。また、ユーラシア大陸の到達不能極に位置する。
テンリ・タグ山脈を背骨とし、北のアルタイ山脈（モンゴル国境）の間にジュンガル盆地、南のクンルン山脈（崑崙山脈とも。チベット自治区との境）の間にタリム盆地が広がる。
ほぼ中央に、ウイグル語で天の山を意味するテンリ・タグ（تەڭرىتاغ Tengri tagh）という山脈があり、漢名ではこれに由来して天山山脈という。テンリ・タグ山脈の最高峰であるポベーダ山はキルギスの国境に位置し、標高は7,439mである。
天山山脈は中央アジアと東アジアの自然国境とされ、カラコルム山脈は西南アジアと東アジアの自然国境とされる。カラコルム山脈は急峻な山々が峰を連ね、パキスタン国境にあるK2は、海抜 8,611メートル (m) に達するエベレストに次ぐ世界最高峰である。
1931年8月11日、新疆ウイグル自治区北部でマグニチュード8の地震が発生。地震研究のための貴重な資料として、当時の地震断層や地形の変化がそのままの状態で残されている。2007年4月19日、断層の保護作業が終了した。

## 行政区画
| №                            | 名称                         | 中国語表記 (簡体字)          | 拼音                          | ウイグル語 ウイグル語ローマ字                                            | 面積 (km2)                   | 人口 (2020年)                | 政府所在地                   |
| 新疆ウイグル自治区の行政区画 | 新疆ウイグル自治区の行政区画 | 新疆ウイグル自治区の行政区画 | 新疆ウイグル自治区の行政区画  | 新疆ウイグル自治区の行政区画                                             | 新疆ウイグル自治区の行政区画 | 新疆ウイグル自治区の行政区画 | 新疆ウイグル自治区の行政区画 |
| ---------------------------- | ---------------------------- | ---------------------------- | ----------------------------- | ------------------------------------------------------------------------ | ---------------------------- | ---------------------------- | ---------------------------- |
|                              |                              |                              |                               |                                                                          |                              |                              |                              |
| — 地級市 —                   |                              |                              |                               |                                                                          |                              |                              |                              |
| 1                            | ウルムチ市                   | 乌鲁木齐市                   | Wūlǔmùqí Shì                  | ئۈرۈمچى شەھىرى‎ Ürümchi Shehiri                                           | 13787.90                     | 4,054,369                    | 水磨溝区                     |
| 2                            | カラマイ市                   | 克拉玛依市                   | Kèlāmǎyī Shì                  | قاراماي شەھىرى‎ Qaramay Shehiri                                           | 8654.08                      | 490,348                      | カラマイ区                   |
| 3                            | トルファン市                 | 吐鲁番市                     | Tǔlǔfān Shì                   | تۇرپان شەھىرى‎ Turpan Shehiri                                             | 67562.91                     | 693,988                      | 高昌区                       |
| 4                            | クムル市                     | 哈密市                       | Hāmì Shì                      | قۇمۇل شەھىرى‎ Qumul Shehiri                                               | 138378.35                    | 673,383                      | 伊州区                       |
| — 地区 —                     |                              |                              |                               |                                                                          |                              |                              |                              |
| 8                            | アクス地区                   | 阿克苏地区                   | Ākèsū Dìqū                    | ئاقسۇ ۋىلايىتى‎ Aqsu Wilayiti                                             | 127144.91                    | 2,714,422                    | アクス市                     |
| 10                           | カシュガル地区               | 喀什地区                     | Kāshí Dìqū                    | قەشقەر ۋىلايىتى‎ Qeshqer Wilayiti                                         | 137578.51                    | 4,496,377                    | カシュガル市                 |
| 11                           | ホータン地区                 | 和田地区                     | Hétián Dìqū                   | خوتەن ۋىلايىتى‎ Hoten Wilayiti                                            | 249146.59                    | 2,441,231                    | ホータン市                   |
| 12a                          | タルバガタイ地区             | 塔城地区                     | Tǎchéng Dìqū                  | تارباغاتاي ۋىلايىتى‎ Tarbaghatay Wilayiti                                 | 94698.18                     | 1,108,747                    | チョチェク市                 |
| 12b                          | アルタイ地区                 | 阿勒泰地区                   | Ālètài Dìqū                   | ئالتاي ۋىلايىتى‎ Altay Wilayiti                                           | 117699.01                    | 648,173                      | アルタイ市                   |
| — 自治州 —                   |                              |                              |                               |                                                                          |                              |                              |                              |
| 5                            | 昌吉回族自治州               | 昌吉回族自治州               | Chāngjí Huízú Zìzhìzhōu       | سانجى خۇيزۇ ئاپتونوم ئوبلاستى‎ Sanji Xuyzu Aptonom Oblasti                | 73139.75                     | 1,613,585                    | 昌吉市                       |
| 6                            | ボルタラ・モンゴル自治州     | 博尔塔拉蒙古自治州           | Bó'ěrtǎlā Měnggǔ Zìzhìzhōu    | بۆرتالا موڭغۇل ئاپتونوم ئوبلاستى‎ Börtala Mongghul Aptonom Oblasti        | 24934.33                     | 433,467                      | ボルタラ市                   |
| 7                            | バインゴリン・モンゴル自治州 | 巴音郭楞蒙古自治州           | Bāyīnguōlèng Měnggǔ Zìzhìzhōu | بايىنغولىن موڭغۇل ئاپتونوم ئوبلاستى‎ Bayingholin Mongghul Aptonom Oblasti | 470954.25                    | 1,509,233                    | コルラ市                     |
| 9                            | クズルス・キルギス自治州     | 克孜勒苏 柯尔克孜自治州      | Kèzīlèsū Kē'ěrkèzī Zìzhìzhōu  | قىزىلسۇ قىرغىز ئاپتونوم ئوبلاستى‎ Qizilsu Qirghiz Aptonom Oblasti         | 72468.08                     | 622,222                      | アルトゥシュ市               |
| 12                           | イリ・カザフ自治州           | 伊犁哈萨克自治州             | Yīlí Hāsàkè Zìzhìzhōu         | ئىلى قازاق ئاپتونوم ئوبلاستى‎ Ili Qazaq Aptonom Oblasti                   | 56381.53                     | 2,778,869                    | グルジャ市                   |
| — 自治区直轄県級行政区 —     |                              |                              |                               |                                                                          |                              |                              |                              |
| A                            | 石河子市                     | 石河子市                     | Shíhézǐ Shì                   | شىخەنزە شەھىرى‎ Shixenze Shehiri                                          | 456.84                       | 498,587                      | 紅山街道                     |
| B                            | 五家渠市                     | 五家渠市                     | Wǔjiāqú Shì                   | ۋۇجياچۈ شەھىرى‎ Wujyachü Shehiri                                          | 740.00                       | 141,065                      | 人民路街道                   |
| C                            | トムシュク市                 | 图木舒克市                   | Túmùshūkè Shì                 | تۇمشۇق شەھىرى‎ Tumshuq Shehiri                                            | 1927.00                      | 263,245                      | 錦繡街道                     |
| D                            | アラル市                     | 阿拉尔市                     | Ālā'ěr Shì                    | ئارال شەھىرى‎ Aral Shehiri                                                | 5266.00                      | 328,241                      | 金銀川路街道                 |
| E                            | 北屯市                       | 北屯市                       | Běitún Shì                    | بەيتۈن شەھىرى‎ Beatün Shehiri                                             | 910.50                       | 20,414                       | 北屯鎮                       |
| F                            | 鉄門関市                     | 铁门关市                     | Tiĕménguān Shì                | باشئەگىم شەھىرى‎ Bashegym Shehiri                                         | 590.27                       | 104,746                      | 29団                         |
| G                            | 双河市                       | 双河市                       | Shuānghé Shì                  | قوشئۆگۈز شەھىرى‎ Qoshögüz Shehiri                                         | 742.18                       | 54,731                       | 89団                         |
| H                            | コクダラ市                   | 可克达拉市                   | Kěkèdálā Shì                  | كۆكدالا شەھىرى‎ Kökdala Shehiri                                           | 979.71                       | 69,524                       | 66団                         |
| I                            | 崑玉市                       | 昆玉市                       | Kūnyù Shì                     | قۇرۇمقاش شەھىرى‎ Qurumqash Shehiri                                        | 687.13                       | 63,487                       | 224団                        |
| J                            | 胡楊河市                     | 胡杨河市                     | Húyánghé Shì                  | خۇياڭخې شەھىرى‎ Xuyangxe Shehiri                                          | 677.94                       | 29,891                       | 共青鎮                       |
| K                            | 新星市                       | 新星市                       | Xīnxīng Shì                   | يېڭى يۇلتۇز شەھىرى‎ Yengi Yultuz Shehiri                                  | 539.76                       | 11,820                       | 黄田農場                     |
| L                            | 白楊市                       | 白杨市                       | Báiyáng Shì                   |                                                                          | 2034.00                      | 25,800                       |                              |

## 教育

### 大学
- 新疆大学 - 211重点大学
- 石河子大学 - 211重点大学
- 新疆師範大学
- 新疆医科大学
- 新疆農業大学
- 新疆財経大学

### 少数民族に対する言語政策
世界では国際人権規約にて少数民族が独自の言語を使う権利は「少数民族の文化や宗教、言語を『否定されない権利』」と明記して保障されているが、習近平政権は少数民族による分離・独立運動への警戒から統制と標準語（普通話）教育を強めている。それにより中華民族としての意識を高め、中国共産党の支配をさらに強固にしようとしているとされる。
その行為はアメリカ政府によりジェノサイド（集団殺害）と認定された。イギリスのBBCニュースはウイグル族を収容している収容施設から流出したとされる内部文書の中に、共産党自治区の治安部トップによる「中国標準語への矯正学習を最優先せよ」という指示があったと主張しており、またそれを根拠にして収容施設では少数民族に対する再教育や洗脳が行われていると主張している。
一方、ウイグル語と標準語(北京語)が両方大事で必要であると考えているウイグル族は全体の93.5%を占め、ウイグル語のみ使用希望の人は5%に留まるという調査研究もある。中国側はウイグル語の日常使用や教育を特別制限しておらず、ドルと違い人民元にすらウイグル語が印刷されていると反論している。

## 住民

民族分布図（新疆ウイグル自治区、各行政単位で多数を占める民族を表示）
漢族
ウイグル人
カザフ人
タジク人
キルギス人
回族

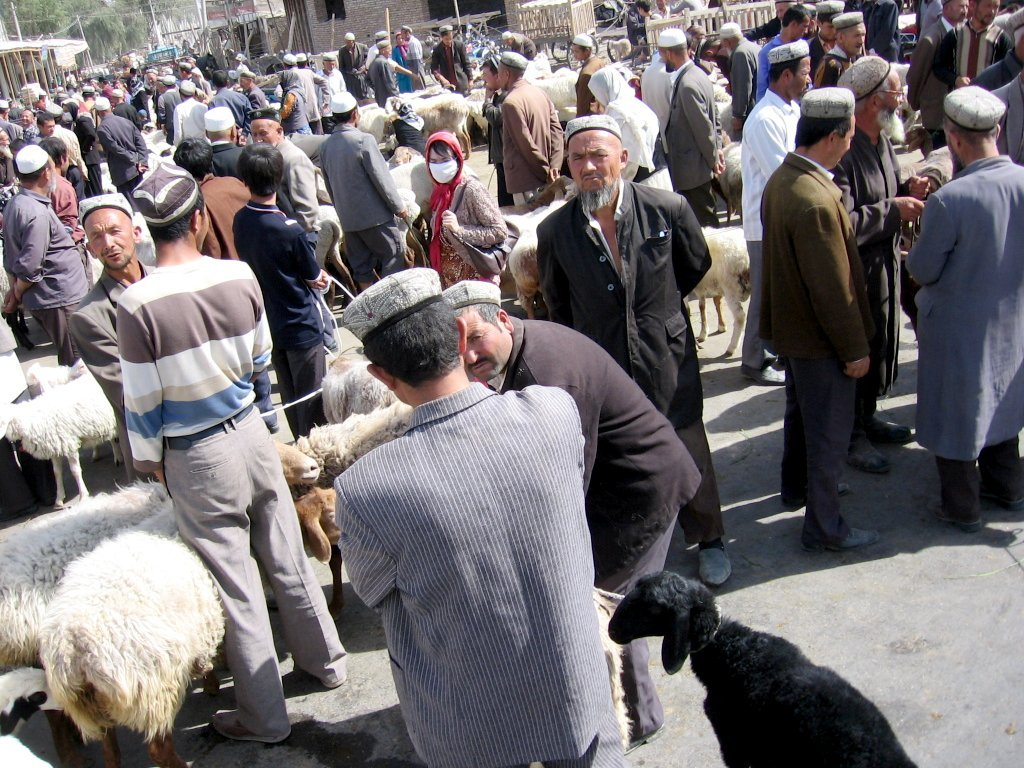
ホータンの日曜バザール

総人口は約2585万人で、58%は漢族以外の少数民族である。自治区内の住民はウイグル人、漢族、カザフ人、回族、キルギス人、オイラト族（カルムイク族）（民族区分ではモンゴル族）などの様々な民族で構成される。また、カザフ人、キルギス人、タジク人、ウズベク人など、隣接する旧ソ連領中央アジア諸国と国境を跨って居住する民族も少なくない。
中国統計年鑑など中国政府の公式統計を基にした西日本新聞の報道によると、2014年から2018年の5年間に新疆ウイグル自治区の不妊手術件数が18.8倍に急増。中国の少子化政策により、出生率（人口千人当たりの出生数）が2017年の15・88から2019年は8・14となり、2年間でほぼ半減した。
2021年6月8日、新疆ウイグル自治区で生まれる少数民族の子どもの数が、今後20年間で当初予測より260万～450万人下回る見通しだとする報告書が中央アジア研究の専門誌で発表された。報告書は、当局が不妊手術などで出産を妨げる計画を実施していたとも指摘した。
これについて東京大学社会科学研究所の丸川知雄は『新疆統計年鑑』を分析した上で、ウイグル自治区全体の出生率低下とウイグル族への不妊手術実施には直接の関係が無い上に、手術が強制された証拠もないと述べた。ウイグル族は子供を働き手として期待し、子供は天の授かりものと見なすイスラム教の影響も強く、ウイグル族に対して一人っ子政策が厳しく適用されなかった事もあり、ウイグル族では子供が6人も8人もいることがあったので、ウイグル族が集住する地域では子供が多過ぎて貧困から抜け出せない状況にあった。そこで自治区政府は05年から出産制限を勧める補助金政策を取り始め、夫婦が子供を二人だけ生めば「計画出生父母光栄証」が、子供を一人だけ生めば「一人っ子父母光栄証」を与えられ、毎年の年金と一時金を受け取れるという計画出生政策を実施した。当初07年は毎年600元に加えて、光栄証を貰った時に一時金として3000元が与えられていたが、11年から年金の額は1200元に上乗せされ、20年時点では、一時金の額が6000元、2年目からの年金は一家庭に対して年3600元とさらに増額されている。丸川はこのような経済インセンティブこそが新疆で不妊手術が多かった主たる理由であり、強制的な不妊治療が行われたとの憶測に反論した。ウイグルの再教育センターを卒業してカシュガル市で女性連盟の会長を務めるミフレンサ・カリも、ウイグル人女性が不妊手術を強制されているとの主張を否定しつつ、「私は女性連盟の会長として毎日沢山の女性と触れ合いますが、出産と育児において量より質を優先する政策は非常に良い評判です。政府は出産適齢期の女性を対象とした婚前健康診断も実施しており大変満足しています。」と主張した。

### 漢族の大量入植
自治区の北部・東部を中心に居住する漢族は、1954年に設立された新疆生産建設兵団を中心に、1950年代以降に入植した住民が大半を占め、急速にその数を増やしている。中国政府の公表する人口統計には、軍人の数が含まれていないことから、実際の人口比では、漢族の人口はウイグル人を上回っていると推測されている。2003年の兵団総人口は257.9万人である。
|                  | 1990年     | 1990年   | 2000年     | 2000年   | 2010年     | 2010年   | 2020年     | 2020年   |
| 民族             | 人口       | 割合 (%) | 人口       | 割合 (%) | 人口       | 割合 (%) | 人口       | 割合 (%) |
| ---------------- | ---------- | -------- | ---------- | -------- | ---------- | -------- | ---------- | -------- |
| 合計             | 15,156,900 | 100      | 18,459,511 | 100      | 21,815,815 | 100      | 25,852,345 | 100      |
| ウイグル族       | 7,191,800  | 47.45    | 8,345,622  | 45.21    | 10,001,302 | 45.84    | 11,624,257 | 44.96    |
| 漢族             | 5,695,400  | 37.58    | 7,489,919  | 40.58    | 8,829,994  | 40.48    | 10,920,098 | 42.24    |
| その他の少数民族 | 2,269,700  | 14.97    | 2,623,970  | 14.21    | 2,984,519  | 13.68    | 3,307,990  | 12.8     |

## 経済

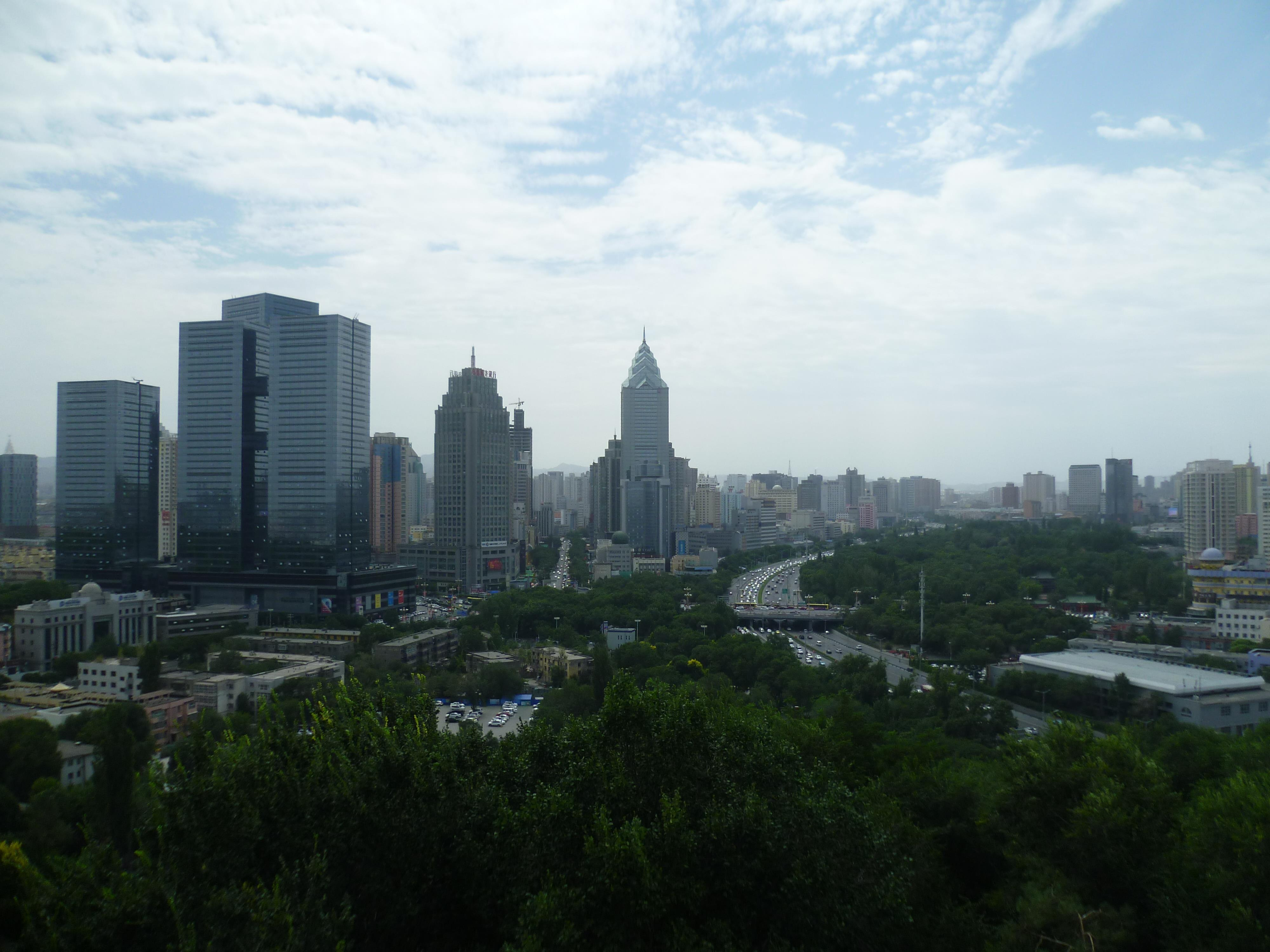
ウルムチの中信銀行ビル（中央）

第一次産業としては、小麦・綿花・テンサイ・ブドウ・ハミウリ・ヒツジ・イリ馬などが主要な生産物となっている。特にこの地域で生産される新疆綿といわれる綿は、エジプト綿（ギザ綿）、スーピマ綿と並んで世界三大高級コットンと呼ばれ、繊維が長く光沢があり高級品とされており、日米欧に輸出され高級シャツ、高級シーツなどに利用される。
なお、2021年、アメリカ合衆国は自治区内で強制労働が行われている可能性があるとして新疆産の綿の輸入を停止した。これを原料に用いたUNIQLO (ファーストリテイリング)の衣料品が、米国で輸入差し止めとなる事例も起きた。
また、中国四大宝石の中で最高とされる和田玉はホータン市で産出される。この他、石油と天然ガスなどのエネルギー資源産業をはじめ、鉄鋼・化学・機械・毛織物・皮革工業が発達している。主要な工業地域として、烏魯木斉・克拉瑪依・石河子（シーホーツ）・伊寧（イーニン）・喀什（カシュガル）が挙げられる。
エネルギー資源の影響で内陸部の割には2002年から2013年にかけて新疆の平均成長率は15%を超え、特に中国最大級の油田があるカラマイは2008年には一人当たりのGDPが中国本土で最も高い都市となった。
省都のウルムチは200万人を超える人口規模で中央アジア最大の都市タシュケントに匹敵し、中国北西部および中央アジアで最も高いビルである中信銀行大廈（旧・中天広場）などの高層ビルで街並みは沿岸部の大都市のように近代化されている。

## 資源

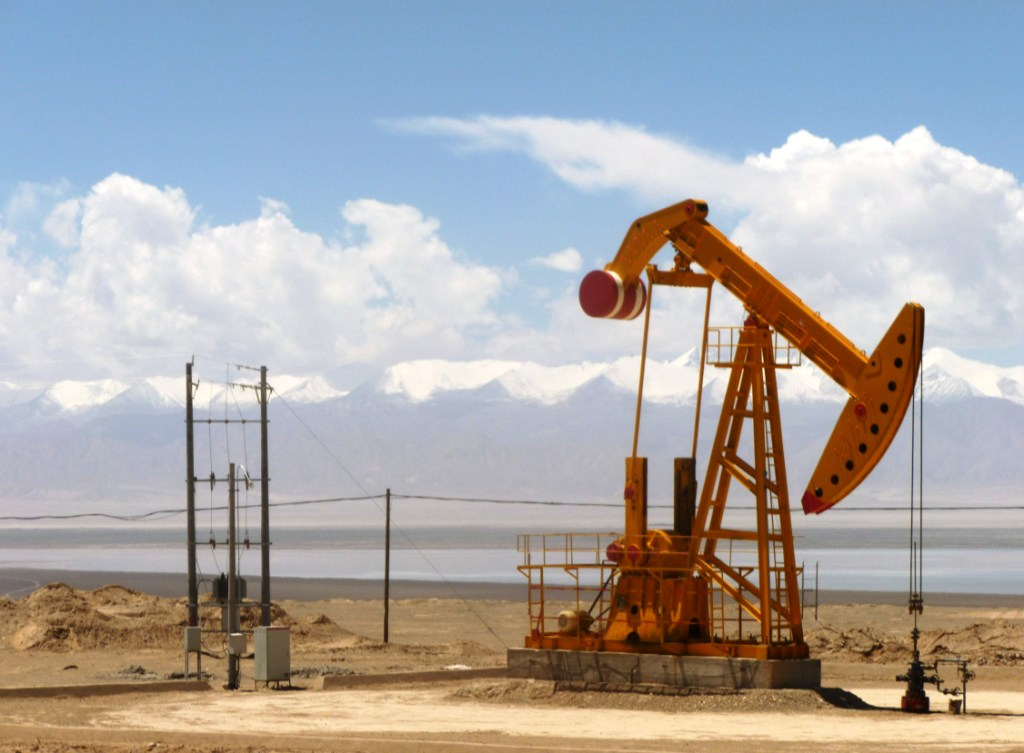
新疆のツァイダム油田

新疆は石油と天然ガスの埋蔵量が豊富で、1980年代後半から探査が本格的に開始された。1988年11月以降、タリム盆地で未開発の油田としては世界最大級の油田群が発見された。これまでに38カ所の油田、天然ガス田が発見されている。新疆の油田としては塔里木（タリム）油田、準噶爾（ジュンガル）油田、吐哈（トゥハ）油田が3大油田とされ、独山子（トゥーシャンツー）、烏魯木斉（ウルムチ）、克拉瑪依（カラマイ）、庫車（クチャ）、塔里木の5大精油工場で原油精製も行われている。
可採埋蔵量は100億バレル以上とされ、確認埋蔵量は原油で60億トン、天然ガスで8兆立方メートルとされているが、油田地帯がばらばらで地質構造も極めて複雑であることから、ブレは大きいものと考えられている。
新疆の石油と天然ガスの埋蔵量は、それぞれ中国全体の埋蔵量の28%と33%を占めており、今日では油田開発が新疆の経済発展の中心となっている。特に、西部大開発政策開始以降は、パイプライン敷設や送電線建設などが活発化している。これには、中国国内最大の油田であった黒竜江省の大慶油田の生産量が近年では減少してきたために、新疆の油田の重要性が相対的に増していることも関連している。
2008年には新疆最大級の油田があるカラマイが一人当たりのGDPが中国本土で最も高い都市となった。

## 交通

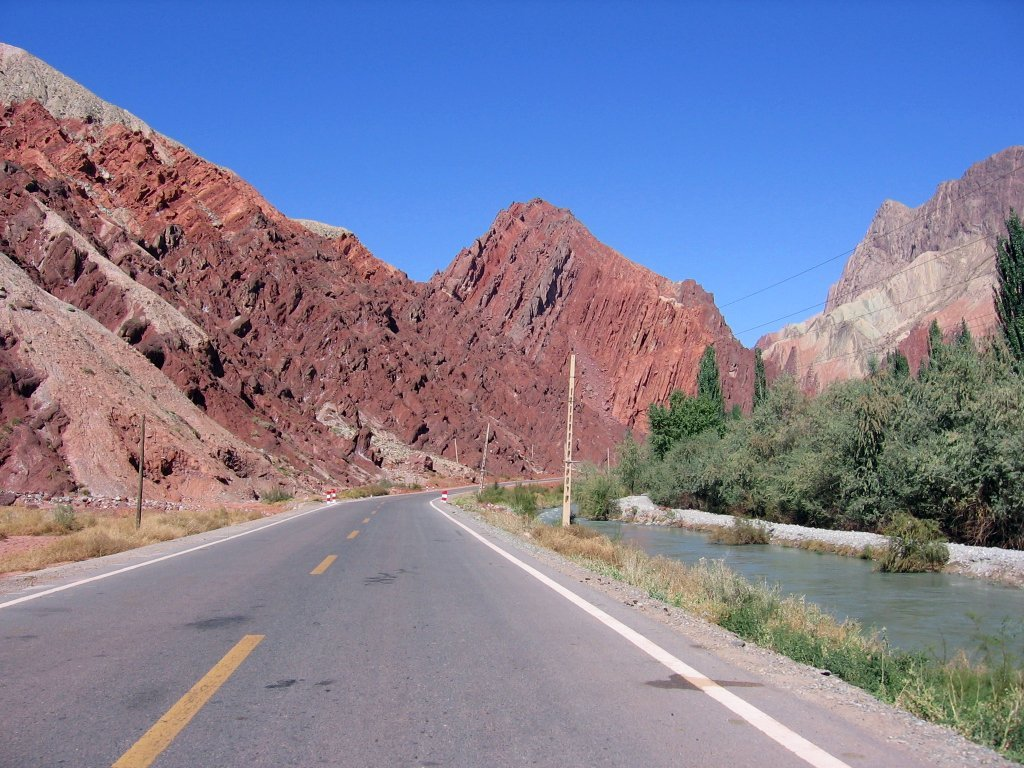
カラコルム・ハイウェイ

経済発展は、新疆に高速道路や高速鉄道など交通網の整備をもたらし、烏魯木斉などを拠点とした道路が新疆のほとんど全ての郷・鎮を結び、更には青海省、西蔵自治区、カザフスタン、パキスタンとも道路で結ばれるまでになった。

### 鉄道

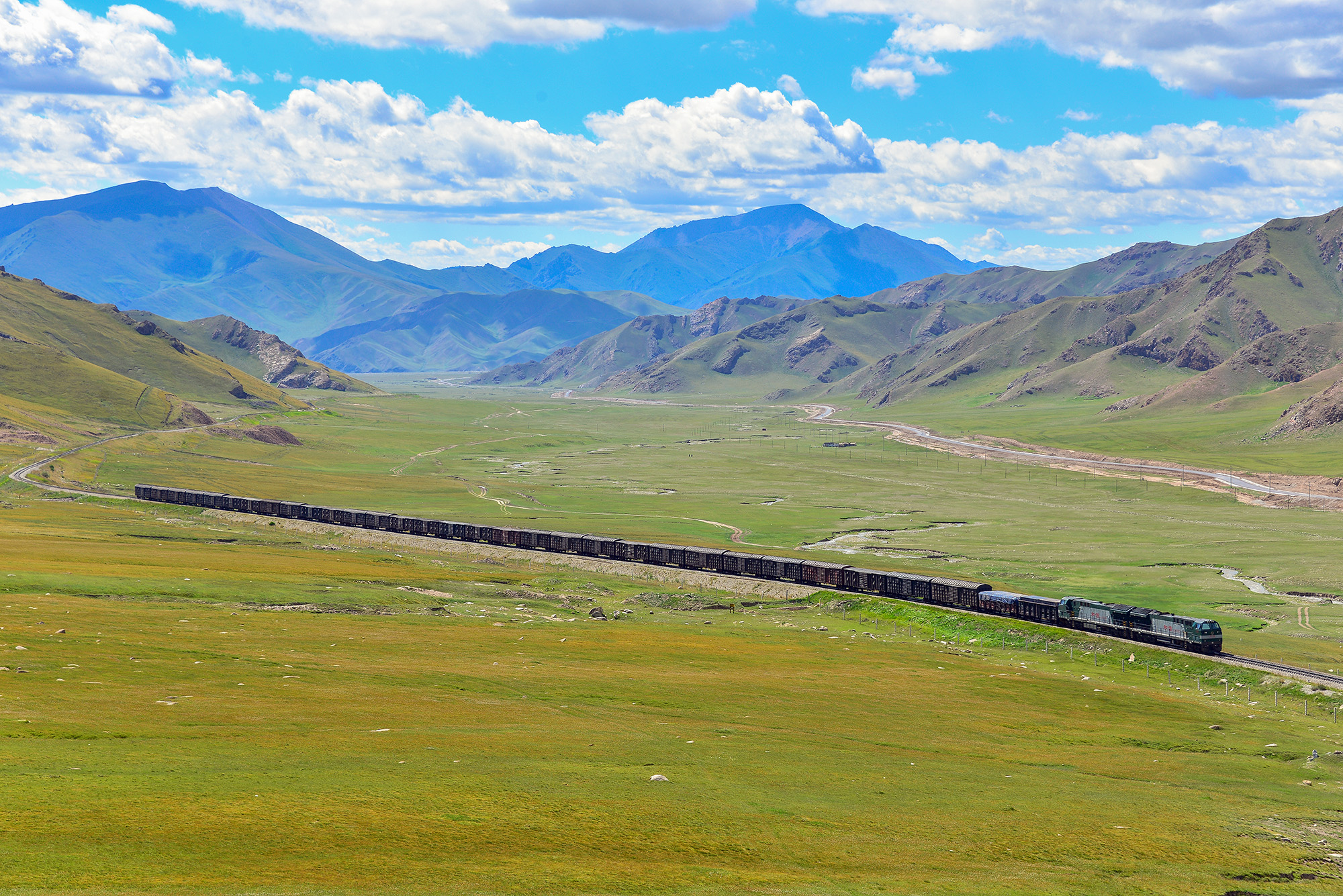
南疆線

1962年には蘭州と烏魯木斉を結ぶ鉄道の蘭新線が開通し、1990年には阿拉山口への延伸によってカザフスタンの鉄道に接続されたことで、中国各省と中央アジアを結ぶ鉄道の大動脈が通ることとなった。また、1999年にはコルラ-カシュガル間の南疆線も完成し、自治区最西端すなわち中国最西端までの鉄道が開通した。

### 航空
面積が広大な割に鉄道網が比較的希薄であることから航空への依存度が高まり、ウルムチの空港を中心として十数の自治区内の主要地を結ぶ航空網が整備されていった。そのことから、今日のウルムチ空港は、北京、上海、広州の空港とともに、中国5大空港の一つに数えられる程の規模を持つ拠点空港となっている。また西アジア・アフリカ・ヨーロッパとの国際線が発着することから、中国西北地域の玄関口としての役割を果たすようになってきている。

### 道路
道路は、新疆北部ではG312国道、G217国道、G216国道、G7 & G30高速道路、3014高速道路（G3014 Kuytun–Altay Expressway）、3015高速道路（G3015 Kuytun–Tacheng Expressway）などが利用できる。新疆南部でもG314国道、G218国道、G315国道、タクラマカン砂漠公路、吐和高速道路などが整備されて、以前よりは便利さが増した。

## 環境問題

### 砂漠化

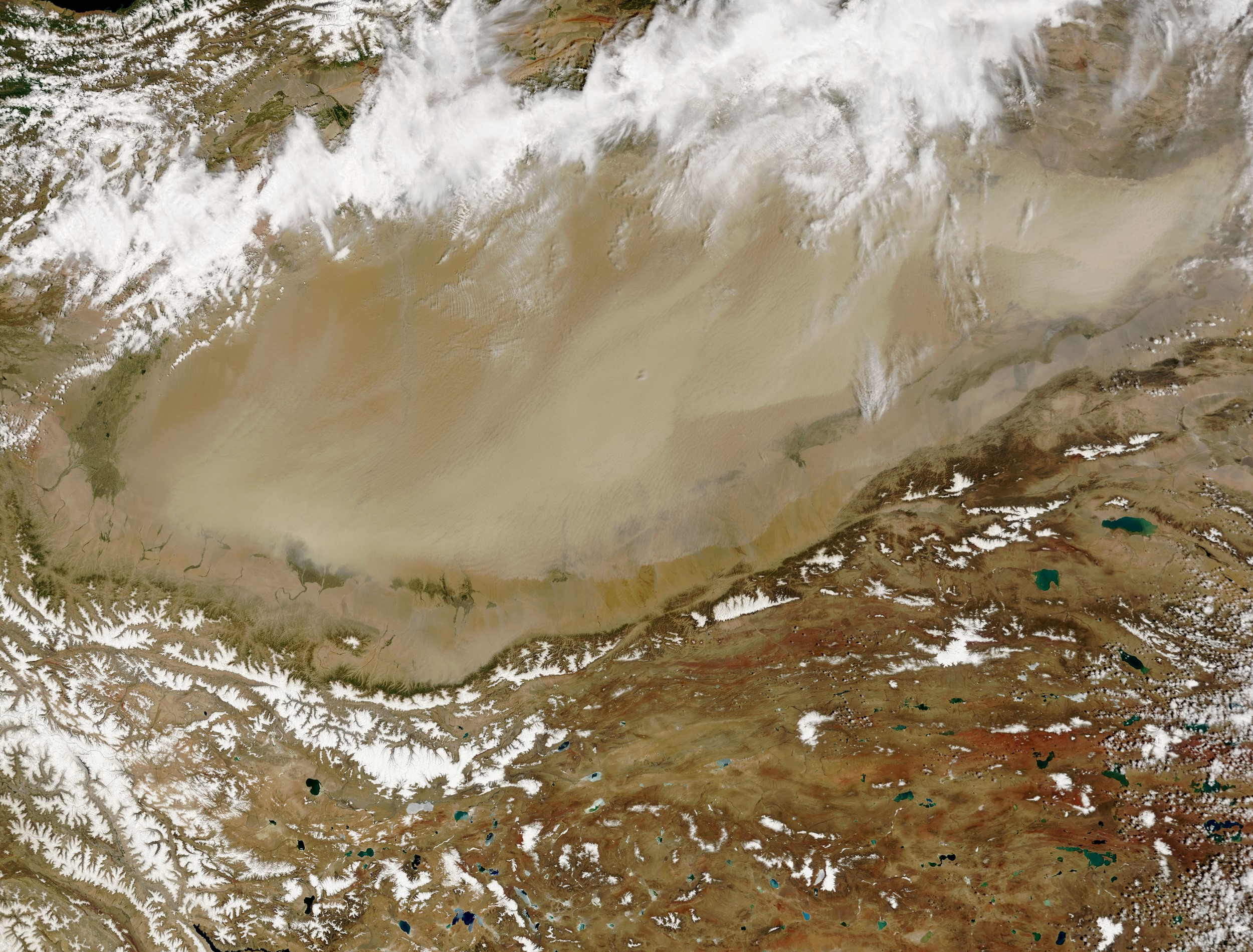
黄砂のもととなる、タクラマカン砂漠の砂嵐を捉えた衛星画像 (PD NASA)

新疆ウイグル自治区には、タクラマカン砂漠があるが、近年、過放牧によって草原が荒れて、砂漠化が進行している。その理由は、タリム盆地周縁のオアシスでの急激な人口増加とされる。

## 核実験場
新疆ウイグル自治区ではロプノール核実験場の付近を中心に、1964年から1996年まで46回の中国による核実験が行われており、放射能汚染による地域住民の健康状態や、農作物への被害が指摘されている。

## ウイグルの独立運動
世界ウイグル会議日本・東アジア全権代表を務めていたトゥール・ムハメットによると、中華人民共和国のウイグル人は、下等市民あるいは人間以下とみなされ、市民同士はトラブルを怖れて接触したがらないという。
2013年10月末には、ウイグル人がガソリンを積んだ自動車で北京の天安門に突入し自爆するテロ事件が起こった（天安門広場自動車突入事件）。

### 2009年のウイグル騒乱
2009年にはウイグル人の暴動が発生、暴徒以外に多くの一般市民が巻き込まれた。武装警察の介入もあって、世界ウイグル会議によると死者三千人、中国当局によると死者156人となる惨事となった。　主要国首脳会議（ラクイラ・サミット）に参加するためにイタリアを訪問していた胡錦濤（中国共産党総書記）が「新疆ウイグル自治区の情勢」を理由にサミットをキャンセルして三日後に急遽帰国するにまでに至った。それ以降、治安向上目的の「ウイグル族を監視するウイグル族」も増えたとの報告がある。

### 「ジェノサイド」認定
2019年10月、国連総会第３委員会で、日本や米英など２３カ国が中国に対して懸念を示し恣意的な拘束をやめるよう求める共同声明を出した。一方、ロシアなど親中派を含む54カ国は中国を擁護した。
2021年1月、アメリカ政府は、中国政府による新疆ウイグル自治区での少数民族ウイグル族弾圧を、国際条約上の「民族大量虐殺」である「ジェノサイド」であり、かつ「人道に対する罪」に認定したと発表。これに対し、軍事評論家の田岡俊次や中国外務省の華春瑩報道局長は懐疑的な声を上げている。日本政府もジェノサイド認定には慎重であり、外務省の担当者は26日の自民党外交部会で「日本として『ジェノサイド』とは認めていない」との認識を示した。また、フォーリン・ポリシー誌で外交問題を担当するコラム・リンチはニューズウィークの記事において、「アメリカ国務省の法律顧問室は、中国の行為は人道に対する罪に相当するもののジェノサイドであることを証明する十分な根拠は存在しないとの結論を下した」「政権と法律顧問が対立状態に陥った。米政府の現役と元当局者3人が証言している」と述べている。
2021年2月、カナダの下院とオランダの議会はジェノサイドと認定する決議を可決した。2021年4月にイギリスの下院はジェノサイドと認定する決議を可決した。2021年5月、リトアニア共和国議会もジェノサイドと認定する決議を可決した。
2021年6月22日に開かれた国連人権理事会で、オーストラリア、イギリス、フランス、ドイツ、日本、アメリカなど40カ国超が、新疆ウイグル自治区の人権状況について「深刻な懸念を抱いている」との共同声明を発表し、国連人権高等弁務官のミシェル・バチェレの新疆ウイグル自治区訪問と調査を受け入れるよう中国に要求した。声明は「信頼できる報告では、新疆で100万人超が恣意的に拘束され、ウイグル族やその他少数民族に偏った監視が広がり、基本的な自由やウイグル文化への制限を示している」として、拷問や強制不妊手術や性的暴行や子供を親から引き離すなどの報告もあるとし、さらに「国家安全維持法下での香港の基本的自由悪化とチベットでの人権状況を引き続き深く懸念している」とも指摘した。上記の共同声明で引用された『信頼できる報告』とは、ワシントンのNGOであるChinese Human Rights Defenders （CHRD）によって作成され、2018年8月に国連のCommittee on the Elimination of Racial Discrimination（CERD）人種差別撤廃委員会に提出されたものだが、CHRDは全米民主主義基金からの資金が大部分を占めており、委員会に提出されたレポート自体も、ラジオ・フリー・アジアからの情報が多く含まれている。報告書自体は8人のウイグル人への聞き取り調査に基づいて書かれたが、この8人は全員匿名で本人が目撃していない伝聞情報も含まれている。ウイグル人達は自分の村から数百人が連れ去られたとの推定を述べており、報告書はその推定証言から村全体から何人が収容されるかの確率を求め、その確率からウイグル自治区全体で人口の何割が収容されたのかを推定している。中国大使館はこの報告書について「ばかばかしいほど小さなサンプルに示されている推定比率を新疆ウイグル自治区全体に適用し、100万人が拘留されたという大まかな結論を導き出した。」と主張している。また、同日にベラルーシ代表が中国擁護の声明を発表するとアフリカ、中東などを中心にパレスチナを含む69か国が署名した。
台湾の蔡英文総統は『文藝春秋』2021年9月号のインタビューで、「民主主義、自由、人権は普遍的価値です。私共は北京当局に、香港やウイグルの人々への弾圧をやめるように呼び掛けていきます。日本も含めた民主主義陣営は、民主主義の価値を守るために今こそ団結すべきです」と述べた。
2022年1月20日、フランス国民議会は、新疆ウイグル自治区での人権弾圧が「ジェノサイド」だとする決議案をほぼ全会一致で可決した。「中国政府によるウイグル族への暴力が、人道に対する罪であり、ジェノサイドであると公式に認定する」といった内容になっている。
平野聡東京大学大学院法学政治学研究科教授は、『ニューヨーク・タイムズ』が2019年11月にリークした新疆秘密文書、現実に伝えられる報道や画像、当事者の証言、中国の正式な国家統計である『中国統計年鑑』の数字などから、新疆ウイグル自治区でジェノサイドがおこなわれているのは明らかと主張している。